# 100268 Rosenthal
100268 Rosenthal è un asteroide della fascia principale. Scoperto nel 1994, presenta un'orbita caratterizzata da un semiasse maggiore pari a 2,4406209 UA e da un'eccentricità di 0,1673845, inclinata di 11,75009° rispetto all'eclittica.